# Oranje Szabadállam elnökeinek listája
Oranje Szabadállam Afrikában, az Oranje völgyben jött létre, összesen 6 elnökük volt.  A főváros Bloemfontein lett. A független köztársaság 1854-től 1902-ig működött, utána brit fennhatóság alá került.

## Elnökök
| Kép | Név                        | Elnökség kezdete    | Elnökség vége       | Megjegyzések                            |
| --- | -------------------------- | ------------------- | ------------------- | --------------------------------------- |
|     | Josias Hoffman             | 1854. június 15.    | 1855. február 10.   | Oranje Szabadállam első elnöke.         |
|     | Jacobus Nicolaas Boshoff   | 1855. augusztus 27. | 1859. szeptember 6. | Oranje Szabadállam második elnöke.      |
|     | Marthinus Wessel Pretorius | 1860. február 8.    | 1863. június 20.    | A Transvaal Köztársaság elnöke is volt. |
|     | Jan Brand                  | 1864. február 2.    | 1888. július 14.    | Oranje Szabadállam negyedik elnöke.     |
|     | Francis William Reitz      | 1889. január 10.    | 1895. december 21.  | Oranje Szabadállam ötödik elnöke.       |
|     | Martinus Theunis Steyn     | 1896. március 4.    | 1902. május 30.     | Oranje Szabadállam utolsó elnöke.       |

## Ideiglenes államelnökök
| Kép | Név                      | Elnökség kezdete    | Elnökség vége       |
| --- | ------------------------ | ------------------- | ------------------- |
|     | Jacobus Johannes Venter  | 1855. február 10.   | 1855. augusztus 27. |
|     | Esaias Reynier Snijman   | 1859. szeptember 6. | 1860. február 8.    |
|     | Joseph Allison           | 1863. március 18.   | 1863. június 17.    |
|     | Jacobus Johannes Venter  | 1863. június 20.    | 1864. február 2.    |
|     | Pieter Jeremias Blignaut | 1888. július 14.    | 1889. január 10.    |
|     | Pieter Jeremias Blignaut | 1895. december 11.  | 1896. március 4.    |
|     | Christiaan de Wet        | 1902. május 29.     | 1902. május 31.     |